# Таміка скельна
Та́міка скельна (Cisticola emini) — вид горобцеподібних птахів родини тамікових (Cisticolidae). Ізольовані популяції скельних тамік мешкають в Західній Африці і в регіоні Африканських Великих озер.

## Підвиди
Виділяють чотири підвиди:
- C. e. admiralis Bates, GL, 1930 — від південної Мавританії до Малі, Гани і Сьєрра-Леоне;
- C. e. petrophilus Alexander, 1907 — від північної Нігерії до південно-західного Судану, північного сходу ДР Конго, Уганди, Руанди і Бурунді;
- C. e. emini Reichenow, 1892 — південна Кенія і північна Танзанія;
- C. e. bailunduensis Neumann, 1931 — Ангола.

Скельна таміка раніше вважалася конспецифічною з бурою таміком.

## Поширення і екологія
Скельні таміки живуть на сухих луках. Віддають перевагу кам'янистій місцевості, порослій чагарниками і рідколіссям.